# Axel Nielsen
Axel Eduard Hjorth Nielsen (* 30. Dezember 1880 in Kopenhagen; † 22. Mai 1951 in Gentofte) war ein dänischer Nationalökonom. Er promovierte 1908 an der Universität Kopenhagen und war dort von 1911 bis 1951 Professor. Rektor der Universität war er in den Jahren 1935 und 1936.

## Dogmengeschichte
Im deutschen Sprachraum wurde Nielsen vor allem über seine 1911 in Kopenhagen erschienene Dogmengeschichte Die Entstehung der deutschen Kameralwissenschaft im 17. Jahrhundert bekannt. Darin widmete er sich aus dem Blickwinkel der Staatslehre der Entstehung der Kameralwissenschaft. Er hebt die Bedeutung der aristotelischen Schriften für die Ökonomik der frühen Neuzeit hervor und endet mit der Analyse wie die Kameralwissenschaften in die Aufklärungsphilosophie einfließen. Rezipiert wird das Werk vor allem in der Geschichte der Steuererhebung.

## Schriften
- Den tyske kameralvidenskabs opstaaen i det 17. Aarhundrede, avec un resume en francais. In: Det Kongelige Danske Videnskabernes Selskabs Skrifter, 1911.
  - Ins Deutsche übertragen von Gustav Bargum: Die Entstehung der deutschen Kameralwissenschaft im 17. Jahrhundert. Verlag Sauer & Avemann, Frankfurt am Main 1966.
- Industriens Historie i Danmark, III (1820–1870), 1 Halvbind: Industriens Forhold i Almindelighed. Kopenhagen 1944, ISBN 87-7500-849-1.
- Industriens Historie i Danmark, III (1820–1870), 2 Halvbind: Enkelte Industrier. Kopenhagen 1944, ISBN 87-7500-850-5.
- Det statsvidenskabelige Studium i Danmark før 1848. Gyldendal, 1948.

| Personendaten    | Personendaten               |
| ---------------- | --------------------------- |
| NAME             | Nielsen, Axel               |
| ALTERNATIVNAMEN  | Nielsen, Axel Eduard Hjorth |
| KURZBESCHREIBUNG | dänischer Nationalökonom    |
| GEBURTSDATUM     | 30. Dezember 1880           |
| GEBURTSORT       | Kopenhagen                  |
| STERBEDATUM      | 22. Mai 1951                |
| STERBEORT        | Gentofte                    |